# (1203) Нанна
(1203) Нанна (нем. Nanna) — астероид главного пояса. Он был открыт 5 октября 1931 года немецким астрономом Максом Вольфом в обсерватории Хайдельберг в Германии. Название астероида является производным от названий нескольких картин немецкого исторического живописца Ансельма Фейербаха (1829-1880), одна из которых принадлежала семье Макса Вольфа. Картины являются портретами натурщицы нескольких видных живописцев XIX века Анны Ризи, известной как Нанна.

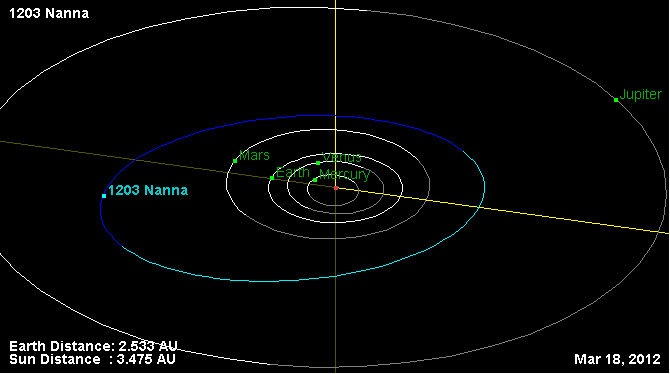
Орбита астероида Нанна и его положение в Солнечной системе